# Thùa gai to
Thùa gai to hay dứa sợi gai to (danh pháp: Agave vivipara) là loài thực vật có hoa trong họ Măng tây. Loài này được L. miêu tả khoa học đầu tiên năm 1753.

## Hình ảnh

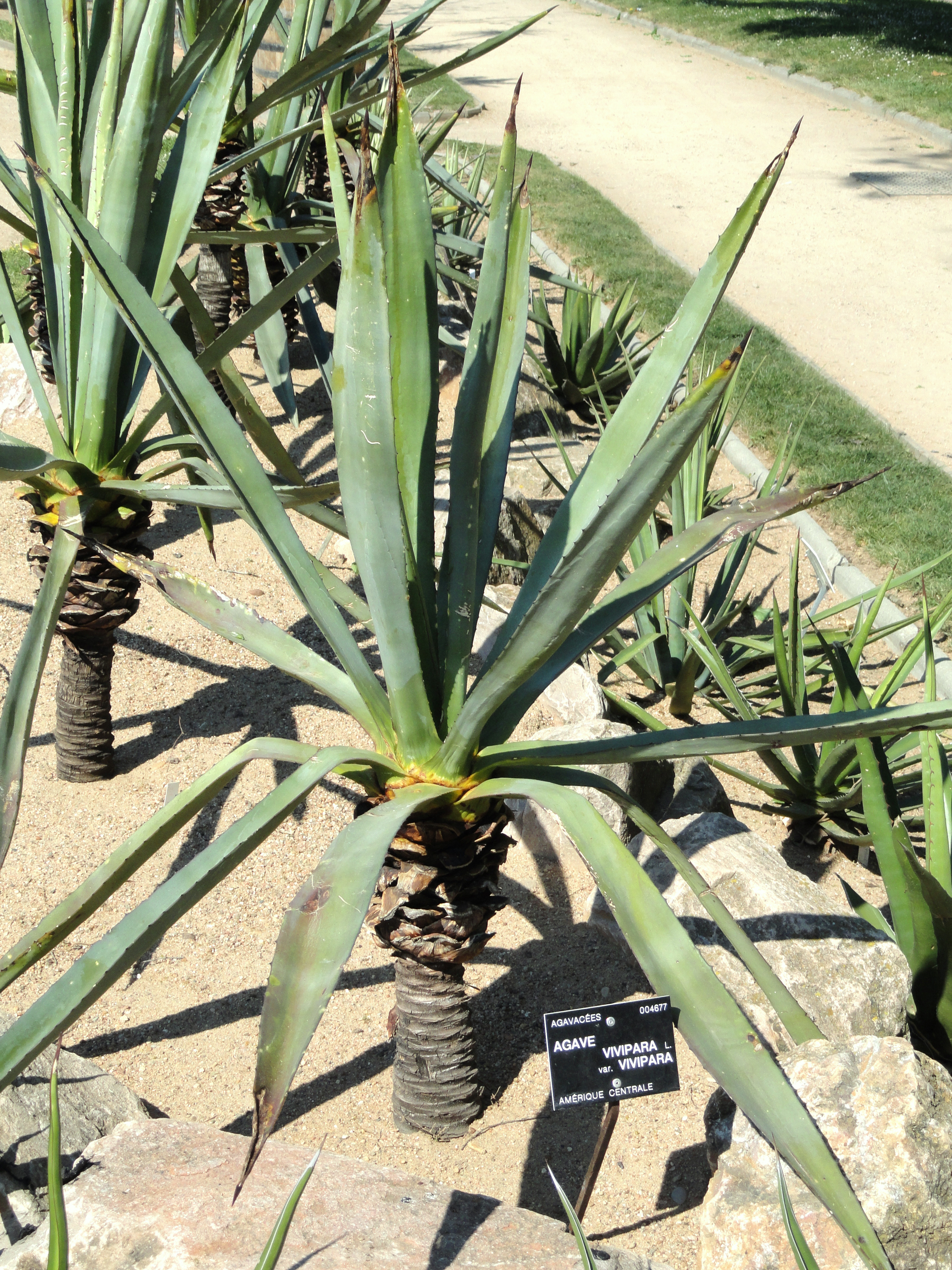
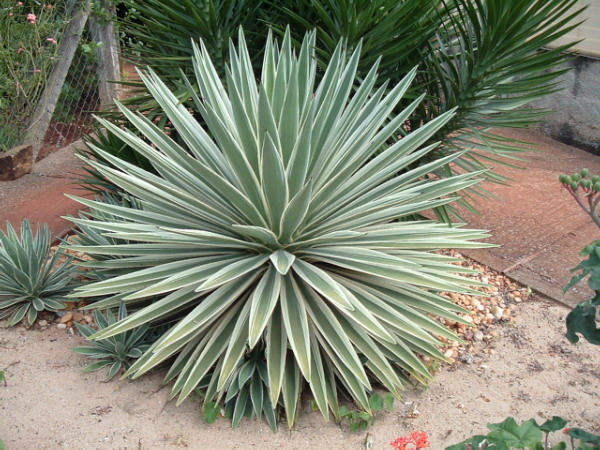
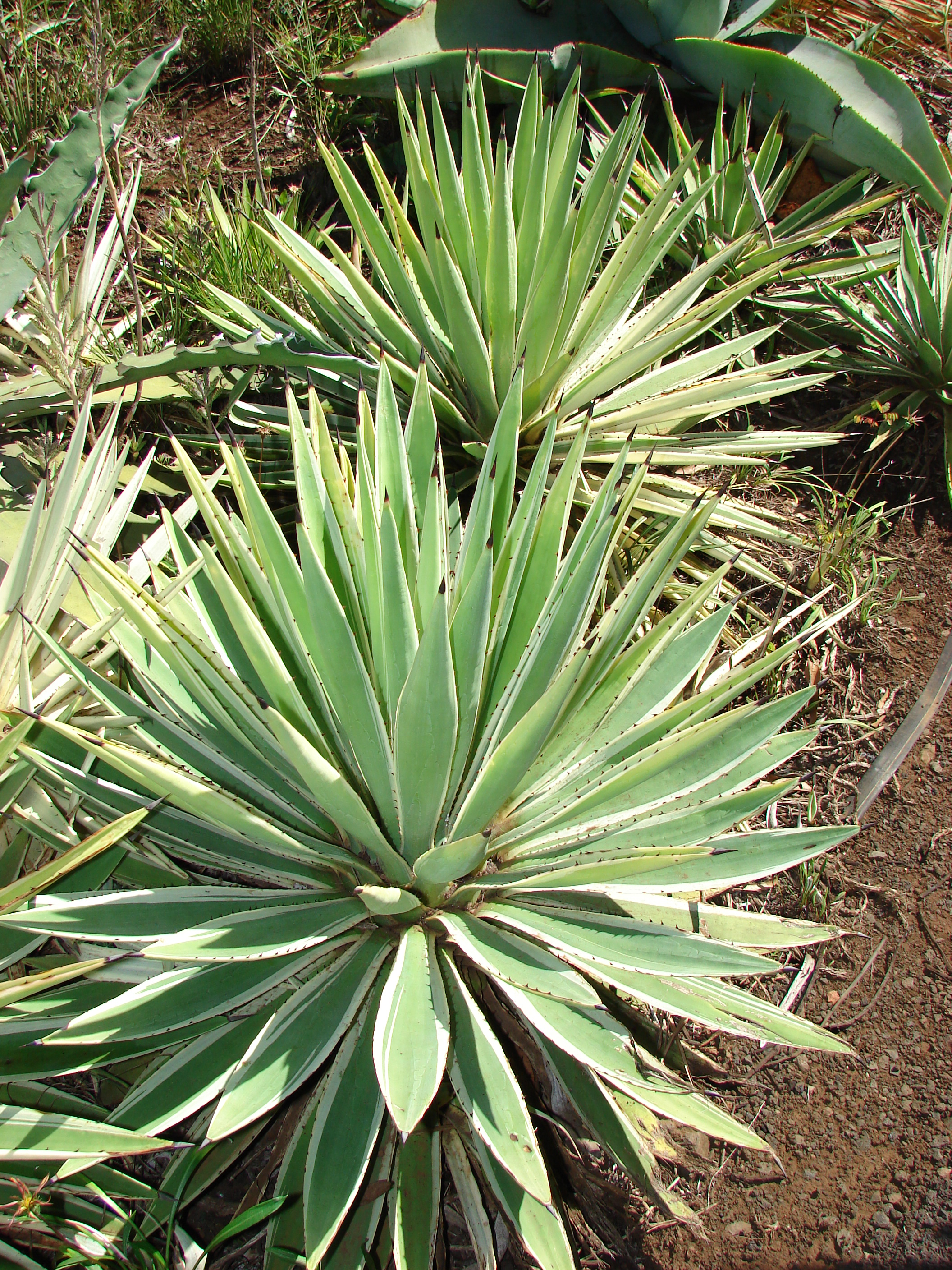
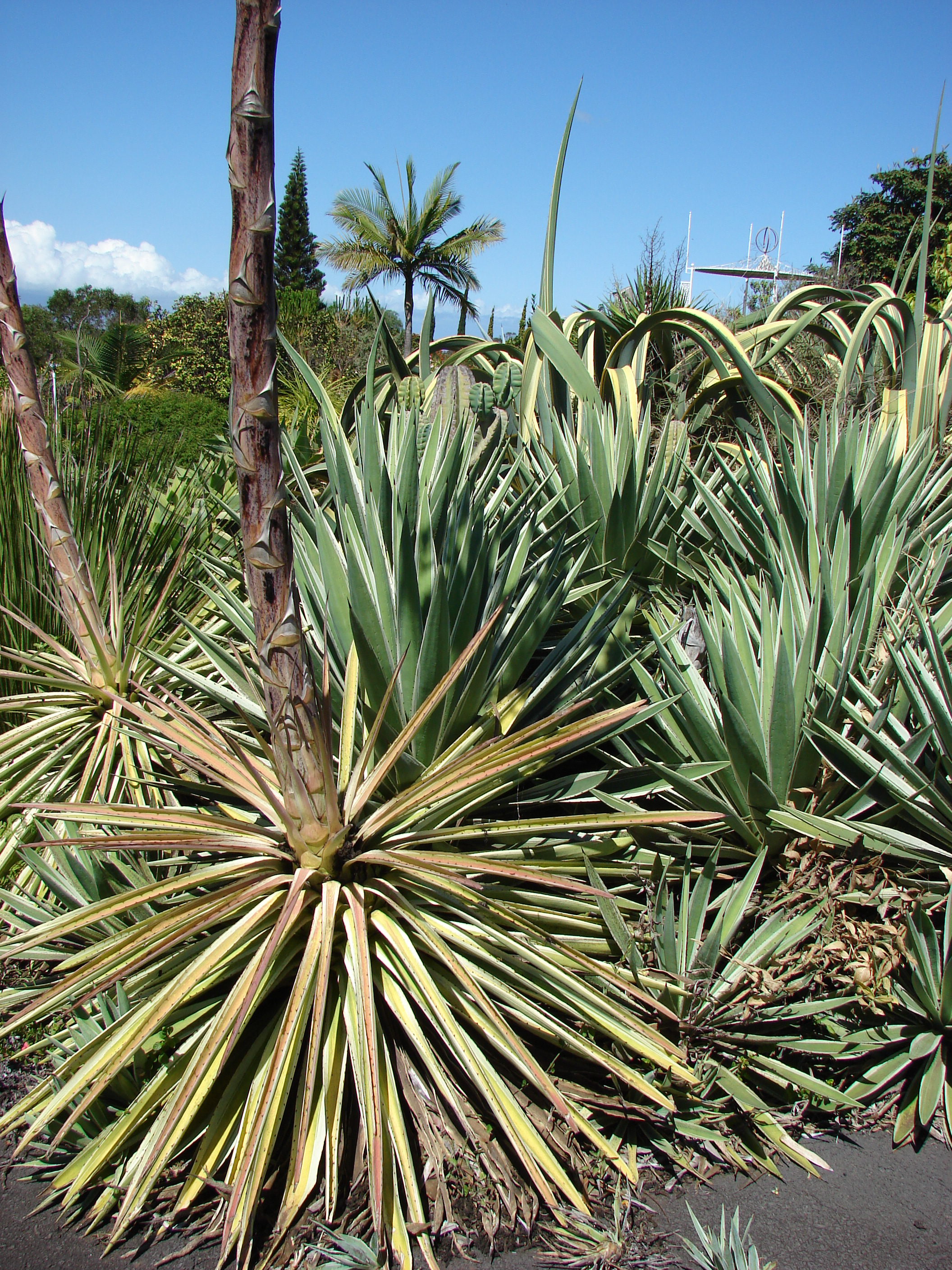